# Vadfoss/Helle
Vadfoss/Helle is een plaats in de Noorse gemeente Kragerø, provincie Telemark. Vadfoss/Helle telt 1552 inwoners (2007) en heeft een oppervlakte van 1,54 km².